# Spinor
Ein Spinor ist in der Mathematik, und dort speziell in der Differentialgeometrie, ein Vektor in einer kleinsten Darstellung {\displaystyle (\rho ,V)} einer Spin-Gruppe. Die Spin-Gruppe ist isomorph zu einer Teilmenge einer Clifford-Algebra. Jede Clifford-Algebra ist isomorph zu einer Teil-Algebra einer reellen, komplexen oder quaternionischen Matrix-Algebra. Diese hat eine kanonische Darstellung durch Spaltenvektoren, die Spinoren.
Ein Spinor ist in der Physik meist ein Vektor einer 2-dimensionalen komplexen Darstellung der Spin-Gruppe {\displaystyle \operatorname {Spin} (1,3)}, die zur Gruppe der Lorentz-Transformationen {\displaystyle \operatorname {SO} (1,3)} des Minkowski-Raums gehört. Wichtig ist hier vor allem das Drehverhalten.

## Geschichte
Élie Cartan klassifizierte 1913 die irreduziblen komplexen Darstellungen einfacher Liegruppen. Er fand neben den bekannten Tensordarstellungen auch eine neue zweiwertige Darstellung in Form der Spinoren (und sagte vorher, dass diese die anderen Darstellungen aufbauen könnten), speziell für lineare Darstellungen der Drehgruppen. Später erschien sein Lehrbuch über Spinoren. Ihre Bedeutung insbesondere in der Physik wurde aber erst nach Entdeckung der Diracgleichung durch Paul Dirac 1928 erkannt (sie ermöglichten es ihm, eine Gleichung 1. Ordnung, die Diracgleichung, als Linearisierung einer Gleichung 2. Ordnung, der Klein-Gordon-Gleichung, zu gewinnen). Paul Ehrenfest wunderte sich, warum die Darstellung bei Dirac (mit der relativistisch kovarianten Diracgleichung) vierdimensional war, in der zuvor für den Spin im Rahmen der nichtrelativistischen Quantenmechanik aufgestellten Pauli-Gleichung von Wolfgang Pauli, in der er auch seine Pauli-Matrizen einführte, dagegen zweidimensional. Ehrenfest prägte für die neuartigen Größen 1928 den Namen Spinor und beauftragte Bartel Leendert van der Waerden, diese mathematisch zu untersuchen, eine Untersuchung, die van der Waerden 1929 veröffentlichte.
Dirac arbeitete bei seiner Einführung der Spinoren weitgehend unabhängig, nach seinen eigenen Worten auch unabhängig von Pauli in der Verwendung der Pauli-Matrizen. Pauli selbst wurde 1927 in der mathematischen Interpretation seiner Gleichung wesentlich von Pascual Jordan unterstützt (der ihn auf den Zusammenhang mit Quaternionen hinwies).
Die Arbeiten von Dirac waren im Rahmen der Lorentz-Gruppe, den Zusammenhang mit Spinoren im euklidischen Raum stellte Cartan in seinem Buch 1938 her und Richard Brauer und Hermann Weyl in einem Aufsatz 1935 (unter Verwendung von Clifford-Algebren). Die algebraische Theorie der Spinoren im Rahmen von Clifford-Algebren setzte Claude Chevalley in seinem Lehrbuch 1954 fort.
Von Bedeutung in der Differentialgeometrie wurden sie vor allem durch das Atiyah-Singer-Indextheorem Anfang der 1960er Jahre.

## Spinoren der Quantenphysik

### Struktur der Gruppe Spin(1,3)
Die Spin-Gruppe {\displaystyle \operatorname {Spin} (1,3)} ist eine Teilmenge des geraden Teils {\displaystyle C\ell ^{0}(1,3)} der Clifford-Algebra {\displaystyle C\ell (1,3)}. Die gesamte Algebra – als {\displaystyle \mathbb {R} }-Vektorraum hat sie 16 Dimensionen – wird von den vier kanonischen Basisvektoren {\displaystyle \mathbf {e} _{0}}, {\displaystyle \mathbf {e} _{1}}, {\displaystyle \mathbf {e} _{2}}, {\displaystyle \mathbf {e} _{3}} des 4-dimensionalen Minkowski-Raums {\displaystyle \mathrm {M} ^{4}} mit quadratischer Form (in Koordinaten dieser Basis) {\displaystyle Q(x)=(x^{0})^{2}-(x^{1})^{2}-(x^{2})^{2}-(x^{3})^{2}} erzeugt. Dementsprechend antikommutieren die Produkte verschiedener Basisvektoren; für ihre Quadrate gilt {\displaystyle v^{2}=-Q(v)}, also {\displaystyle (\mathbf {e} _{0})^{2}=-1}, {\displaystyle (\mathbf {e} _{1})^{2}=(\mathbf {e} _{2})^{2}=(\mathbf {e} _{3})^{2}=1}.
Die (als {\displaystyle \mathbb {R} }-Vektorraum 8-dimensionale) Unteralgebra {\displaystyle C\ell ^{0}(1,3)} der geraden Elemente wird erzeugt von zweifachen Produkten, die {\displaystyle \mathbf {e} _{0}} enthalten: {\displaystyle \mathbf {f} _{1}:=\mathbf {e} _{0}\mathbf {e} _{1}}, {\displaystyle \mathbf {f} _{2}:=\mathbf {e} _{0}\mathbf {e} _{2}}, {\displaystyle \mathbf {f} _{3}:=\mathbf {e} _{0}\mathbf {e} _{3}}. Diese antikommutieren ebenfalls; ihre Quadrate haben den Wert 1.
Eine Basis von {\displaystyle C\ell ^{0}(1,3)} besteht beispielsweise aus dem Einselement, den {\displaystyle \mathbf {f} _{k}} und den nachfolgend beschriebenen vier Elementen {\displaystyle \mathbf {g} _{k}} und {\displaystyle \omega }:
Die fehlenden zweifachen Produkte (d. h. die, die {\displaystyle \mathbf {e} _{0}} nicht enthalten) bilden eine „doppelt gerade“ Unteralgebra, die von geraden Produkten der {\displaystyle \mathbf {f} _{k}} erzeugt wird:
{\displaystyle \mathbf {g} _{1}:=-\mathbf {f} _{2}\mathbf {f} _{3}=-\mathbf {e} _{2}\mathbf {e} _{3}}
{\displaystyle \mathbf {g} _{2}:=-\mathbf {f} _{3}\mathbf {f} _{1}=-\mathbf {e} _{3}\mathbf {e} _{1}}
{\displaystyle \mathbf {g} _{3}:=-\mathbf {f} _{1}\mathbf {f} _{2}=-\mathbf {e} _{1}\mathbf {e} _{2}}
Die Quadrate der {\displaystyle \mathbf {g} _{k}} haben der Wert -1, und jedes der {\displaystyle \mathbf {g} _{k}} ist (eventuell bis aufs Vorzeichen) das Produkt der beiden anderen, also {\displaystyle \mathbf {g} _{1}\mathbf {g} _{2}=\mathbf {g} _{3}} usw. Die von den {\displaystyle \mathbf {g} _{k}} erzeugte Unteralgebra ist isomorph zur Algebra der Quaternionen. Mit Rücksicht auf die Pauli-Matrizen identifizieren wir {\displaystyle \mathbf {g} _{1}=\mathrm {j} }, {\displaystyle \mathbf {g} _{2}=\mathrm {k} }, {\displaystyle \mathbf {g} _{3}=\mathrm {i} }; Genaueres weiter unten.
Unter den Basisvektoren der geraden Unteralgebra fehlt noch das Volumenelement
{\displaystyle \omega =\mathbf {e} _{0}\mathbf {e} _{1}\mathbf {e} _{2}\mathbf {e} _{3}=-\mathbf {f} _{1}\mathbf {g} _{1}=-\mathbf {f} _{2}\mathbf {g} _{2}=-\mathbf {f} _{3}\mathbf {g} _{3}.}
Dieses kommutiert mit der gesamten geraden Unteralgebra, es gilt {\displaystyle \omega ^{2}=-1}. 

#### Isomorphe Matrixalgebra
Es ist leicht zu sehen, dass {\displaystyle (\omega ,\mathbf {g} _{1},\mathbf {g} _{2})} die gerade Unteralgebra erzeugen und dass der ungerade Teil der Algebra als {\displaystyle C\ell ^{1}(1,3)=\mathbf {e} _{0}C\ell ^{0}(1,3)} zu erhalten ist. Insgesamt gilt:
- {\displaystyle (\omega ,\mathbf {e} _{0})} und {\displaystyle (\mathbf {g} _{1},\mathbf {g} _{2})} erzeugen jeweils zu den Quaternionen isomorphe Unteralgebren,
- diese Unteralgebren kommutieren miteinander und
- spannen zusammen die gesamte Algebra auf.

Dies liefert den Isomorphismus {\displaystyle \varphi }
{\displaystyle C\ell (1,3)\simeq \mathbb {H} \otimes _{\mathbb {R} }\mathbb {H} },
der eingeschränkt einen Isomorphismus
{\displaystyle C\ell ^{0}(1,3)\simeq \mathbb {C} \otimes _{\mathbb {R} }\mathbb {H} }
ergibt.
Es sei im Folgenden immer {\displaystyle \mathbb {C} =\mathbb {R} [i]}, wobei {\displaystyle i} eine imaginäre Einheit der Quaternionen ist. Dann kann der Isomorphismus wie folgt definiert werden:
{\displaystyle \varphi (\omega ):=\mathrm {i} \otimes 1,\varphi (\mathbf {e} _{0}):=\mathrm {k} \otimes 1,}
{\displaystyle \varphi (\mathbf {g} _{1}):=1\otimes \mathrm {j} ,\varphi (\mathbf {g} _{2}):=1\otimes \mathrm {k} ,\varphi (\mathbf {g} _{3}):=1\otimes \mathrm {i} .}
Als Folge daraus ergeben sich mit {\displaystyle \mathbf {f} _{k}=\omega \mathbf {g} _{k}} und {\displaystyle \mathbf {e} _{k}=-\mathbf {e} _{0}\mathbf {f} _{k}}
{\displaystyle \varphi (\mathbf {f} _{1}):=\mathrm {i} \otimes \mathrm {j} ,\varphi (\mathbf {f} _{2}):=\mathrm {i} \otimes \mathrm {k} ,\varphi (\mathbf {f} _{3}):=\mathrm {i} \otimes \mathrm {i} ,}
{\displaystyle \varphi (\mathbf {e} _{1}):=-\mathrm {j} \otimes \mathrm {j} ,\varphi (\mathbf {e} _{2}):=-\mathrm {j} \otimes \mathrm {k} ,\varphi (\mathbf {e} _{3}):=-\mathrm {j} \otimes \mathrm {i} .}

### Eigenspinoren
Eigenspinoren stellen in der Quantenmechanik die Basisvektoren dar, die den Spin-Zustand eines Teilchens beschreiben. Für ein einzelnes Spin-1/2-Teilchen können sie als die Eigenvektoren der Pauli-Matrizen betrachtet werden. Sie bilden ein vollständiges Orthonormalsystem. 

### Darstellung in den Quaternionen, Majorana-Spinoren
Es gibt einen Isomorphismus {\displaystyle \rho \colon \mathbb {H} \otimes _{\mathbb {R} }\mathbb {H} \to {\mbox{Hom}}_{\mathbb {R} }(\mathbb {H} ,\mathbb {H} )}, der einem Tensorprodukt {\displaystyle a\otimes b} die Abbildung {\displaystyle x\mapsto \rho (a\otimes b)(x):=bx{\bar {a}}} zuordnet. Damit ist {\displaystyle \rho _{M}:=\rho \circ \varphi } eine quaternionisch eindimensionale oder reell vierdimensionale Darstellung der gesamten Clifford-Algebra. Als letzteres hat sie den Namen Majorana-Spinor-Darstellung, nach Ettore Majorana.

### Darstellung in den komplexen Zahlen, Weyl-Spinoren
Wir definieren eine bijektive Abbildung {\displaystyle S\colon \mathbb {C} ^{2}\to \mathbb {H} } als {\displaystyle S(z^{1},z^{2}):=\mathrm {k} \,{\bar {z}}^{1}+{\bar {z}}^{2}}. Diese Abbildung ist reell linear und komplex rechts antilinear, d. h. {\displaystyle S(wz^{1},wz^{2}):=S(z^{1},z^{2}){\bar {w}}}. Sei {\displaystyle \theta :=S^{-1}} die Koordinatenabbildung. Damit definieren wir
{\displaystyle \rho _{W}\colon C\ell ^{0}(1,3)\to M_{2}(\mathbb {C} )}, durch {\displaystyle \rho _{W}(c)(z^{1},z^{2}):=(\theta \circ \rho _{M}(x)\circ S)(z^{1},z^{2})},
d. h. einem Element {\displaystyle \varphi (c)=w\otimes q} aus {\displaystyle \mathbb {C} \otimes _{\mathbb {R} }\mathbb {H} } wird die Abbildung, die durch 
{\displaystyle \rho (w\otimes q)(S(z^{1},z^{2}))=qS(z^{1},z^{2}){\bar {w}}=qS(z^{1}w,z^{2}w)}
gegeben ist, zugeordnet. Dabei ist z. B.
{\displaystyle \rho _{W}(\mathbf {f} _{1})(z^{1},z^{2})=\theta (\rho (-\mathrm {i} \otimes \mathrm {j} )(S(z^{1},z^{2}))=\theta (\mathrm {jk} {\bar {z}}^{1}\mathrm {i} +\mathrm {j} {\bar {z}}^{2}\mathrm {i} )=(-z^{2},-z^{1})}.
Die Matrix dieser Abbildung ist die erste Pauli-Matrix {\displaystyle \sigma _{1}}, analog gilt {\displaystyle \mathbf {f} _{2}\mapsto \sigma _{2}} und {\displaystyle \mathbf {f} _{3}\mapsto \sigma _{3}}.
Somit ist {\displaystyle \rho _{W}} eine komplex zweidimensionale Darstellung der geraden Unteralgebra und damit auch der {\displaystyle \operatorname {Spin} (1,3)}-Gruppe. Diese Darstellung von {\displaystyle C\ell ^{0}(1,3)} heißt Weyl-Spinor-Darstellung, benannt nach Hermann Weyl (siehe auch: Pauli-Matrizen).
Zu dieser gibt es eine konjugierte Darstellung {\displaystyle {\bar {\rho }}_{W}(c)(z):=({\bar {\theta }}\circ \rho _{M}(x)\circ {\bar {S}})(x)}, wobei {\displaystyle {\bar {S}}(z_{1},z_{2})=\mathrm {j} S(z_{1},z_{2})={\bar {z}}^{1}\mathrm {j} -{\bar {z}}^{2}}

### Weyl-, Dirac- und Majorana-Spinoren
Eine treue Darstellung ist eine Einbettung der Algebra in eine Matrixgruppe, oder generell in die Endomorphismengruppe eines Vektorraums. Dabei sollen Elemente der Spin-Gruppe auf orthogonale oder unitäre Matrizen abgebildet werden.
Dazu folgendes Lemma: Sind {\displaystyle A}, {\displaystyle B} selbstadjungierte unitäre Abbildungen auf {\displaystyle V} mit {\displaystyle A^{2}=B^{2}=I} und {\displaystyle AB=-BA}, so zerfällt {\displaystyle V} in isomorphe, zueinander orthogonale Unterräume {\displaystyle V_{+}:=\operatorname {ker} (I-A)} und {\displaystyle V_{-}:=\operatorname {ker} (I+A)=BV_{+}}. Das Tripel {\displaystyle (V,A,B)} lässt sich isomorph abbilden auf
{\displaystyle V=\mathbb {K} ^{2}\otimes V_{+},A={\begin{pmatrix}1&0\\0&-1\end{pmatrix}}\otimes I_{+},B={\begin{pmatrix}0&1\\1&0\end{pmatrix}}\otimes I_{+}.}
{\displaystyle I_{+}} ist die Identität auf {\displaystyle V_{+}}. Das auftretende Tensorprodukt kann hier auch als das Kronecker-Produkt von Matrizen aufgefasst werden.

#### Weyl-Spinoren
Eine Weyl-Spinor-Darstellung, benannt nach Hermann Weyl, ist eine kleinste komplexe Darstellung von {\displaystyle \operatorname {Spin} (1,3)}. Diese ist gleichzeitig auch die kleinste komplexe Darstellung der geraden Unteralgebra {\displaystyle C\ell ^{0}(1,3)}.
Angenommen, wir hätten eine komplexe Darstellung {\displaystyle (\rho ,V)} von {\displaystyle C\ell ^{0}(1,3)} in einen hermiteschen Vektorraum {\displaystyle V} vorliegen. Dabei sind die Bilder {\displaystyle \rho (\mathbf {f} _{k})} (der Kürze wegen lassen wir im Weiteren das {\displaystyle \rho } weg) unitäre, selbstadjungierte Abbildungen von {\displaystyle V} in sich. 
{\displaystyle A:=\mathbf {f} _{3}} und {\displaystyle B:=\mathbf {f} _{1}} erfüllen die Voraussetzungen des Lemmas, wir können also zu einer isomorphen Darstellung 
{\displaystyle V=\mathbb {C} ^{2}\otimes V_{+}} mit {\displaystyle \mathbf {f} _{3}={\begin{pmatrix}1&0\\0&-1\end{pmatrix}}\otimes I_{+}} und {\displaystyle \mathbf {f} _{1}={\begin{pmatrix}0&1\\1&0\end{pmatrix}}\otimes I_{+}}
übergehen. 
Um die Gestalt von {\displaystyle \mathbf {f} _{2}} einzuschränken, betrachten wir das Produkt {\displaystyle \mathbf {f} _{1}\mathbf {f} _{2}} und stellen fest, dass aufgrund der Vertauschungsregeln
{\displaystyle (f_{1}f_{2})f_{3}=f_{3}(f_{1}f_{2})} und {\displaystyle (f_{1}f_{2})f_{1}=-f_{1}(f_{1}f_{2})}
sich folgende Gestalt zwingend ergibt
{\displaystyle \mathbf {f} _{1}\mathbf {f} _{2}={\begin{pmatrix}1&0\\0&-1\end{pmatrix}}\otimes \mathbf {g} _{12}} mit {\displaystyle (\mathbf {g} _{12})^{2}=-1.}
Da der Vektorraum {\displaystyle V_{+}} komplex ist, können wir ihn in zueinander orthogonale Unterräume {\displaystyle V_{++}} und {\displaystyle V_{+-}} aufspalten, auf welchen {\displaystyle \mathbf {g} _{12}} wie {\displaystyle \mathrm {i} } oder {\displaystyle \mathrm {-i} } wirkt. Beide Unterräume ergeben separate Darstellungen, die jeweils minimalen sind zueinander komplex konjugiert, die Matrizen sind die schon genannten Pauli-Matrizen, denn wenn {\displaystyle \mathbf {g} _{12}=\mathrm {i} }, so ist 
{\displaystyle \mathbf {f} _{2}={\begin{pmatrix}0&-\mathrm {i} \\\mathrm {i} &0\end{pmatrix}}\otimes I_{+}.}
Im minimalen Fall ist {\displaystyle V_{++}=\mathbb {C} }, {\displaystyle V_{+-}=\{0\}} oder umgekehrt. Es gibt also zwei konjugierte Weyl-Spinor-Darstellungen.
Anwendung: siehe Weyl-Gleichung

#### Dirac-Spinoren
In der Quantenelektrodynamik bzw. Atiyah-Singer-Indextheorie wird der Dirac-Operator definiert. Das „wie“ ist nicht wichtig, nur, dass eine Darstellung der gesamten Clifford-Algebra benötigt wird. Die Dirac-Spinor-Darstellung, nach Paul Dirac, ist bei Anwendung in 3+1 Raum-Zeit-Dimensionen die kleinste komplexe Darstellung von {\displaystyle C\ell (1,3)}. Es werden aber auch höherdimensionale Dirac-Spinoren zum Beispiel in der Stringtheorie betrachtet.
Ist eine solche komplexe Darstellung gegeben, so können wir wie oben die Darstellung der geraden Unteralgebra analysieren. Um auch den ungeraden Teil zu bestimmen, betrachten wir das Bild von {\displaystyle \mathbf {e} _{1}}. Es kommutiert mit {\displaystyle \mathbf {f} _{3}} und antikommutiert mit {\displaystyle \mathbf {f} _{1}}. Wie oben stellen wir fest, dass 
{\displaystyle \mathbf {e} _{1}={\begin{pmatrix}1&0\\0&-1\end{pmatrix}}\otimes \mathbf {g} _{1}} mit {\displaystyle (\mathbf {g} _{1})^{2}=1.}
Man überzeugt sich, dass {\displaystyle \mathbf {g} _{1}} die Unterräume {\displaystyle V_{++}} und {\displaystyle V_{+-}} vertauscht, wir können also die Darstellung durch eine noch weiter faktorisierte ersetzen:
{\displaystyle V=\mathbb {C} ^{2}\otimes \mathbb {C} ^{2}\otimes V_{++}} mit den Bildern der Generatoren
{\displaystyle \mathbf {e} _{0}={\begin{pmatrix}0&-1\\1&0\end{pmatrix}}\otimes {\begin{pmatrix}0&1\\1&0\end{pmatrix}}\otimes I_{++}}
{\displaystyle \mathbf {e} _{1}={\begin{pmatrix}1&0\\0&-1\end{pmatrix}}\otimes {\begin{pmatrix}0&1\\1&0\end{pmatrix}}\otimes I_{++}}
{\displaystyle \mathbf {e} _{2}={\begin{pmatrix}1&0\\0&1\end{pmatrix}}\otimes {\begin{pmatrix}0&-\mathrm {i} \\\mathrm {i} &0\end{pmatrix}}\otimes I_{++}}
{\displaystyle \mathbf {e} _{3}={\begin{pmatrix}0&-1\\-1&0\end{pmatrix}}\otimes {\begin{pmatrix}0&1\\1&0\end{pmatrix}}\otimes I_{++}}
Die minimale Dirac-Spinor-Darstellung ist wieder die mit {\displaystyle V_{++}=\mathbb {C} } (und jede dazu isomorphe).
Dirac-Spinoren in 3+1 Dimensionen dienen im Rahmen der Quantenelektrodynamik zur mathematischen Beschreibung von Fermionen mit Spin 1/2. Zu diesen Dirac-Fermionen gehören im Standardmodell der Teilchenphysik sämtliche fundamentalen Fermionen.

#### Majorana-Spinoren
Die Majorana-Spinor-Darstellung, nach Ettore Majorana, sowohl der Spin-Gruppe als auch der Clifford-Algebra ist die kleinste reelle Darstellung von {\displaystyle C\ell (1,3)}. Wir können die Analyse von oben übernehmen bis zu der Stelle, an welcher {\displaystyle \mathbf {g} _{1}} und {\displaystyle \mathbf {g} _{12}} auf {\displaystyle V_{+}} definiert sind. Hier können wir nun {\displaystyle V_{+}} nach {\displaystyle A=\mathbf {g} _{1}} zerlegen in {\displaystyle V_{++}:=\operatorname {ker} (I-A)} und {\displaystyle V_{+-}:=\operatorname {ker} (I+A)}, {\displaystyle B=\mathbf {g} _{12}} vertauscht beide Unterräume, allerdings ist {\displaystyle B^{2}=-I}, somit
{\displaystyle V_{+}=\mathbb {R} ^{2}\otimes V_{++}} mit {\displaystyle \mathbf {g} _{1}={\begin{pmatrix}1&0\\0&-1\end{pmatrix}}\otimes I_{++}} und {\displaystyle \mathbf {g} _{12}={\begin{pmatrix}0&-1\\1&0\end{pmatrix}}\otimes I_{++}.}
Nach Ausmultiplizieren erhalten wir für {\displaystyle V_{++}=\mathbb {R} }
{\displaystyle V=\mathbb {C} ^{2}\otimes \mathbb {C} ^{2}} mit den Bildern der Generatoren
{\displaystyle \mathbf {e} _{0}={\begin{pmatrix}0&-1\\1&0\end{pmatrix}}\otimes {\begin{pmatrix}1&0\\0&-1\end{pmatrix}}}
{\displaystyle \mathbf {e} _{1}={\begin{pmatrix}1&0\\0&-1\end{pmatrix}}\otimes {\begin{pmatrix}1&0\\0&-1\end{pmatrix}}}
{\displaystyle \mathbf {e} _{2}={\begin{pmatrix}1&0\\0&1\end{pmatrix}}\otimes {\begin{pmatrix}0&-1\\-1&0\end{pmatrix}}}
{\displaystyle \mathbf {e} _{3}={\begin{pmatrix}0&-1\\-1&0\end{pmatrix}}\otimes {\begin{pmatrix}1&0\\0&-1\end{pmatrix}}.}
Sie dienen in der Elementarteilchenphysik zur Beschreibung von Majorana-Fermionen, die aber bisher noch nicht beobachtet wurden.

### Drehverhalten
Aus Obigem ist die für die Physik vielleicht wesentlichste Eigenschaft der Spinoren nicht leicht zu erkennen bzw. zu folgern:
- Für Teilchen mit ganzzahligem Spin {\displaystyle s} (gemessen in Einheiten der reduzierten Planck-Konstante {\displaystyle \hbar \,} ), sogenannte Bosonen, wird die Wellenfunktion bei einer vollen Drehung um {\displaystyle 2\pi \!\,} mit dem Faktor {\displaystyle (-1)^{2s}=+1\!\,} multipliziert, d. h. sie bleibt unverändert.

- Dagegen ergibt sich für Teilchen mit halbzahligem Spin, die Fermionen, bei einer vollen Drehung um {\displaystyle 2\pi \!\,} der Faktor -1 für die Wellenfunktion. D. h. diese Teilchen wechseln bei einer vollen Drehung das Vorzeichen ihrer quantenmechanischen Phase bzw. sie müssen zwei volle Drehungen durchführen, um wieder in ihren Ausgangszustand zu gelangen, ähnlich dem Stundenzeiger einer Uhr.

Ganz- oder halbzahlige Werte von {\displaystyle s} sind die einzigen Möglichkeiten für die Ausprägung des Spins.

## Verallgemeinerung in der Mathematik
In der Mathematik, speziell in der Differentialgeometrie, wird unter einem Spinor ein (meist glatter) Schnitt des Spinorbündels verstanden. Das Spinorbündel ist ein Vektorbündel, das wie folgt entsteht: Ausgehend von einer orientierten riemannschen Mannigfaltigkeit (M,g) bildet man Bündel P der ON-Reper. Dieses besteht punktweise aus allen orientierten Orthonormalbasen:
{\displaystyle P_{x}=\{(s_{1},\dots ,s_{n}){\text{ orientierte Orthonormalbasis von }}T_{x}M\}}
Dies ist ein Hauptfaserbündel mit Strukturgruppe {\displaystyle SO_{n}}. Eine Spin-Struktur ist dann ein Paar (Q,f) aus einem Hauptfaserbündel Q mit Strukturgruppe Spinn und einer Abbildung {\displaystyle f\colon Q\rightarrow P}, die folgende Eigenschaften erfüllt:
1. {\displaystyle \pi _{P}\circ f=\pi _{Q}}, wobei {\displaystyle \pi _{P}\colon P\rightarrow M} und {\displaystyle \pi _{Q}} die Projektionen der Hauptfaserbündel sind und
2. {\displaystyle f(p\cdot g)=f(p)\cdot \lambda (g)}, wobei {\displaystyle \lambda \colon \operatorname {Spin} _{n}\rightarrow SO_{n}} die zweifache Überlagerungsabbildung ist.

Eine Spin-Struktur existiert nicht zu jeder Mannigfaltigkeit, existiert eine, so nennt man die Mannigfaltigkeit spin. Die Existenz einer Spin-Struktur ist äquivalent zum Verschwinden der zweiten Stiefel-Whitney-Klasse.
Gegeben eine Spin-Struktur (Q,f) konstruiert man das (komplexe) Spinorbündel wie folgt: Man nutzt die (bei Einschränkung auf die Spin-Gruppe eindeutige) irreduzible Darstellung der (komplexen) Clifford-Algebra {\displaystyle \kappa \colon Cl_{n}\rightarrow \Delta _{n}=\mathbb {C} ^{[n/2]^{2}}} (vergleiche hier) und bildet das Spinorbündel als assoziiertes Vektorbündel
{\displaystyle S=Q\times _{\kappa }\Delta _{n}=(Q\times \Delta _{n})/\sim },
wobei die Äquivalenzrelation durch {\displaystyle (p,v)=(p\cdot g,\kappa (g^{-1})(v))\,\forall g\in \operatorname {Spin} _{n}} gegeben ist.
Analoge Konstruktionen lassen sich auch durchführen, wenn man die riemannsche Metrik durch eine pseudoriemannsche ersetzt. Die oben beschriebenen Spinoren sind Spinoren im hier beschriebenen Sinne über der Mannigfaltigkeit {\displaystyle \mathbb {R} ^{4}} mit der pseudo-euklidischen Metrik {\displaystyle \langle (v_{1},\dots ,v_{4}),(w_{1},\dots ,w_{4})\rangle =-v_{1}w_{1}+v_{2}w_{2}+v_{4}w_{3}+v_{4}w_{4}}. Das Spinorbündel ist in diesem Fall ein triviales Vektorbündel.